# Felipe de Pedro Strozzi

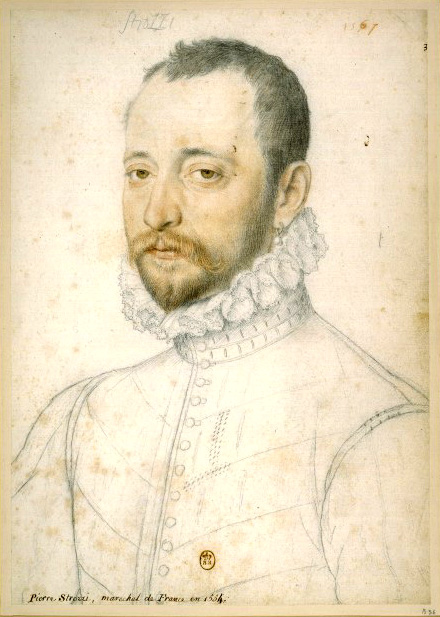
Retrato de Felipe Pedro Strozzi (Biblioteca Nacional de Francia).

Felipe Pedro Strozzi, o Filippo di Piero Strozzi (Florencia, 1541 - Azores, 27 de julio de 1582), fue un condotiero italiano, natural de la familia florentina de los Strozzi. Estuvo al servicio de Francia y heredó de su padre Piero Strozzi, el título de Señor de Épernay, a lo que añadió el título de Señor de Bressuire y el de Comandante del ejército francés. Comandó la fuerza franco-portuguesa en la batalla de la Isla Terceira en la costa Vila Franca do Campo, donde perdió la vida luchando. Era amigo de Pierre de Brantôme, quien le acompañó en la expedición de las Azores.

## Biografía
Nació en 1541, hijo de Piero Strozzi y Laudomia de Pierfrancesco de Médici. Su padre fue uno de los líderes del movimiento republicano florentino que chocó con el nuevo duque Cosme I de Médici, al que combatió junto con los otros exiliados (los fuoriusciti, 'fuera de la ley') durante el asedio de Siena. Cuando el padre regresó a Francia, protegido por Catalina de Médicis, fue nombrado mariscal de Francia, mientras que el pequeño Felipe, que tenía siete años de edad, fue colocado como paje del delfín, el futuro Francisco II de Francia. Creció siguiendo los pasos de su padre y se puso en marcha su carrera militar, ingresando en el ejército a la edad de 16 años (1557).
En Piamonte destaca por su habilidad y, teniendo en cuenta sus orígenes familiares, fue pronto ascendido a capitán, al mando de una compañía. Desde entonces siempre estuvo a la vanguardia en las numerosas guerras que desgarraron Europa en la segunda mitad del siglo XVI.
En 1558 participó en el asedio de Calais entre Francia e Inglaterra, en la cual su padre perdió la vida, dejándolo en una situación financiera difícil, lo que le obligó a vender gran parte de los bienes de la familia.
Debido a la relación entre Catalina de Médici y la casa real de Escocia, en 1560 fue enviado a Escocia para luchar junto a los rebeldes contra los ingleses. En el mismo año obtuvo el título de Señor de Epernay.
En 1563 fue nombrado coronel de la Guardia Real y presentó nuevas técnicas militares, con armas más modernas y tácticas de la guerra, haciéndose notar de cada vez más en la corte y ganándose la estima de la reina madre Catalina.

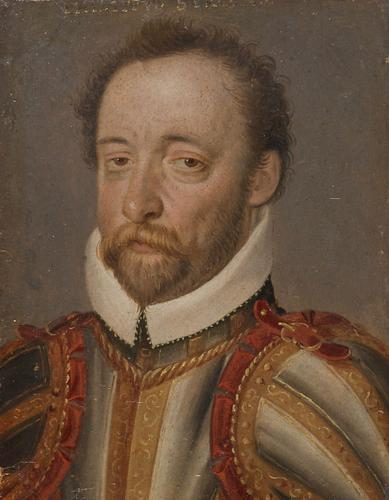
Otro retrato de Felipe Pedro Strozzi (Kunsthistorisches Museum).

Cuando en 1564 el Imperio otomano cruzó el Danubio, amenazando Viena, Felipe fue al rescate del emperador Maximiliano II, participando en batallas en Hungría. Al año siguiente estuvo en el Sitio de Malta, en la expedición dirigida por el duque de Brissac, en Malta, en ayuda de los Caballeros Hospitalarios. De Malta partió para Roma, donde recibió un mandato para continuar la guerra contra los turcos en el mar Adriático, pero su papel fue la defensa de Ancona. Una vez que el peligro turco cayó en la costa italiana, cerca de Transilvania preparó una campaña contra los turcos.
Regresó a Francia en 1567, fue nombrado mariscal de campo de la Guardia Real, tomando parte en las guerras de religión contra los hugonotes, al final de las cuales se adjunta al duque de Brignac como general de las tropas de tierra de infantería del ejército francés, la carga militar superior, y las cubrió de forma exclusiva después de la muerte del duque, en 1569. Luego participó en la larga lucha contra los hugonotes en las cercanías de La Rochelle. En 1573 participó en varias batallas en el lado de la casa de Orange contra los españoles. 
En 1579 estaba de regreso en Francia, donde fue nombrado caballero de la Orden del Espíritu Santo.
En 1581 dejó el cargo de general a cambio de la Señoría de Bressuire y una asignación mensual del pretendiente al trono portugués, Antonio, quien llamó en su ayuda. Las razones de la renuncia fue que no quería implicar a Francia en la disputa entre Portugal y España. Formó entonces una empresa privada de mercenarios, a pesar de que contaba con el consentimiento de Catalina de Médici, que zarpó de Belle-Isle-en-Terre, en junio de 1582 con una escuadra francesa, y minoritariamente portuguesa, a la isla Terceira, en las Azores.
Su flota llegó unos días antes que la proveniente de Lisboa consistente en unos 60 buques de guerra, y presentaron batalla a la armada española que contaba con sólo 25 barcos (de los cuales sólo dos eran galeones). La fuerza española era comandada por el Marqués de Santa Cruz, Don Álvaro de Bazán, y consiguió una victoria aplastante sobre la flota francesa que quedó prácticamente destruida durante la batalla de la isla Terceira, en la costa de Vila Franca do Campo, el 26 de junio de 1582.

Debido al tratado de paz entre Francia y España, la expedición de Strozzi, aunque financiada y propiciada por la reina regente de Francia, no fue reconocida por el rey de Francia a fin de evitar una guerra abierta con Felipe II, por lo que los prisioneros fueron tratados como piratas. Un total de 28 señores, 52 gentiles y otros 150 soldados y marineros fueron condenados a muerte, mientras que a todos los prisioneros menores de 18 años se les conmutó la pena de muerte.
Por su  parte, Felipe Pedro Strozzi que había combatido durante toda la jornada para ganar el galeón San Mateo recibió heridas mortales durante el combate, tras el cual fue llevado al buque del Marqués de Santa Cruz y, por orden de Don Alvaro de Bazán, arrojado al mar a la edad de 41 años.